# Idaea dhofarica
Idaea dhofarica är en fjärilsart som beskrevs av Edward P. Wiltshire 1986. Idaea dhofarica ingår i släktet Idaea och familjen mätare. Inga underarter finns listade i Catalogue of Life.